# Stanley Menzo
Stanley Menzo (Paramaribo, Suriname, 1963. október 15. –) Európa-bajnoki bronzérmes holland labdarúgó kapus, edző.

## Pályafutása

### Klubcsapatban
A TWW Centrum együttesében kezdte a labdarúgást, majd az AVV Zeeburgia korosztályos csapatában folytatta. 1983 és 1994 között az Ajax labdarúgója volt. 1984-ben kölcsönben a HFC Haarlemben szerepelt. Az Ajax-szal három-három bajnoki címet és holland kupa győzelmet ért el. 1986–87-ben KEK-, 1991–92-ben UEFA-kupa győztes volt az együttessel. 1994 és 1996 között a PSV Eindhoven kapusa volt. 1996 és 1999 között a belga Lierse SK játékosa volt. 1997-ben kölcsönben szerepelt a francia Bordeaux együttesében. A belga csapattal egy-egy bajnoki címet és kupa győzelmet ért el. 1999-2000-ben ismét az Ajax játékosa, de bajnoki mérkőzésen nem lépett pályára. 2001-02-ben az AGOVV kapusa és itt fejezi be az aktív labdarúgást.

### A válogatottban
1989 és 1992 között hat alkalommal szerepelt a holland válogatottban. Tagja volt az 1990-es olaszországi világbajnokságon részt vevő válogatott keretnek, de pályára nem lépett. Az 1992-es svédországi Európa-bajnokságon bronzérmes lett a csapattal. 

### Edzőként
2002-ben utolsó klubjánál, az AGOVV csapatánál lett edző. Egy idény után az AFC vezetőedzője volt, majd ismét az AGOVV szakmai munkáját irányította. 2006 és 2008 között az FC Volendam, 2008 és 2010 között az SC Cambuur csapatainál tevékenykedett. 2010 és 2013 között az SBV Vitesse együttesénél volt segédedző. 2013-14-ben korábbi belga klubjánál, a Lierse SK-nál dolgozott. A 2014–15-ös idényben ismét az AFC vezetőedzője volt.

## Sikerei, díjai
- Az év kapusa Hollandiában (1990)
- Az év kapusa Belgiumban (1999)

 Hollandia
- Európa-bajnokság
  - bronzérmes: 1992, Svédország

 Ajax
- Holland bajnokság
  - bajnok: 1984–85, 1989–90, 1993–94
- Holland kupa (KNVB beker)
  - győztes: 1986, 1987, 1993
- Kupagyőztesek Európa-kupája (KEK)
  - győztes: 1986–87
  - döntős: 1987–88
- UEFA-kupa
  - győztes: 1991–92

 PSV Eindhoven
- Holland kupa (KNVB)
  - győztes: 1996

 Lierse SK
- Belga bajnokság
  - bajnok: 1996–97
- Belga kupa
  - győztes: 1999